# Bộ Ngoại giao và Hợp tác Quốc tế (Campuchia)
Bộ Ngoại giao và Hợp tác Quốc tế (tiếng Khmer: ក្រសួងការបរទេស និងសហប្រតិបត្តិការអន្តរជាតិ) là cơ quan chính phủ chịu trách nhiệm đại diện cho Campuchia trước cộng đồng quốc tế. Bộ giám sát quan hệ đối ngoại của Campuchia, duy trì các phái bộ ngoại giao ở những nước khác và cung cấp dịch vụ thị thực.
Tính đến năm 2023, Bộ trưởng Bộ Ngoại giao là Sok Chenda Sophea. Văn phòng Bộ tọa lạc ở thủ đô Phnôm Pênh.

## Hệ thống thị thực điện tử

Biểu trưng thị thực điện tử Campuchia chính thức

Hiện tại, Bộ Ngoại giao và Hợp tác Quốc tế đã triển khai hệ thống thị thực điện tử, cho phép du khách nộp đơn xin thị thực du lịch Campuchia trực tuyến. Thay vì nộp đơn thông qua Đại sứ quán Campuchia, tất cả những gì cần làm là điền vào mẫu đơn trực tuyến và thanh toán bằng thẻ tín dụng. Sau khi nhận được thị thực qua email, cần in ra và mang theo khi đi du lịch Campuchia. Du khách có thể nộp đơn xin thị thực trực tuyến vào Campuchia tại trang web chính thức.

## Bộ trưởng
Đây là danh sách Bộ trưởng Bộ Ngoại giao và Hợp tác Quốc tế Campuchia:
| Số                                        | Chân dung                                 | Chân dung                                 | Tên gọi (Sinh–Tử)                         | Nhiệm kỳ                                  | Nhiệm kỳ                                  | Đảng phái                                 |
| Số                                        | Chân dung                                 | Chân dung                                 | Tên gọi (Sinh–Tử)                         | Khởi đầu                                  | Chấm dứt                                  | Đảng phái                                 |
| Vương quốc Campuchia thứ nhất (1953–1970) | Vương quốc Campuchia thứ nhất (1953–1970) | Vương quốc Campuchia thứ nhất (1953–1970) | Vương quốc Campuchia thứ nhất (1953–1970) | Vương quốc Campuchia thứ nhất (1953–1970) | Vương quốc Campuchia thứ nhất (1953–1970) | Vương quốc Campuchia thứ nhất (1953–1970) |
| ----------------------------------------- | ----------------------------------------- | ----------------------------------------- | ----------------------------------------- | ----------------------------------------- | ----------------------------------------- | ----------------------------------------- |
| 1                                         |                                           |                                           | Sim Var (1906–1989)                       | 1957                                      | 11 tháng 1 năm 1958                       | Sangkum                                   |
| 2                                         |                                           |                                           | Penn Nouth (1906–1985)                    | 11 tháng 1 năm 1958                       | 10 tháng 7 năm 1958                       | Sangkum                                   |
| 3                                         |                                           |                                           | Trương Cương (1913–1984)                  | 1958                                      | 1958                                      | Sangkum                                   |
| 4                                         |                                           |                                           | Son Sann (1911–2000)                      | 10 tháng 7 năm 1958                       | 19 tháng 4 năm 1960                       | Sangkum                                   |
| 5                                         |                                           |                                           | Tep Phan (1905–1978)                      | 19 tháng 4 năm 1960                       | 28 tháng 1 năm 1961                       | Sangkum                                   |
| 6                                         |                                           |                                           | Nhiek Tioulong (1908–1996)                | 28 tháng 1 năm 1961                       | 13 tháng 2 năm 1962                       | Sangkum                                   |
| 7                                         |                                           |                                           | Prince Norodom Kantol (1920–1976)         | 13 tháng 2 năm 1962                       | 1964                                      | Sangkum                                   |
| 8                                         |                                           |                                           | Huot Sambath (born 1928)                  | 1964                                      | 1964                                      | Sangkum                                   |
| 9                                         |                                           |                                           | Koun Wick (1917–1999)                     | 1964                                      | 1965                                      | Sangkum                                   |
| (7)                                       |                                           |                                           | Prince Norodom Kantol (1920–1976)         | 1965                                      | 1966                                      | Sangkum                                   |
| 10                                        |                                           |                                           | Prince Norodom Viriya (born 1926)         | 1966                                      | 1966                                      | Sangkum                                   |
| 11                                        |                                           |                                           | Prince Norodom Phurissara (1919–1976)     | 1966                                      | 1970                                      | Sangkum                                   |
| Cộng hòa Khmer (1970–1975)                |                                           |                                           |                                           |                                           |                                           |                                           |
| 12                                        |                                           |                                           | Yem Sambaur (1913–1989)                   | 1970                                      | 1970                                      | Non-partisan                              |
| (9)                                       |                                           |                                           | Koun Wick (1917–1999)                     | 1970                                      | 1972                                      | Phi đảng phái                             |
| 13                                        |                                           |                                           | Sơn Ngọc Thành (1908–1977)                | 1972                                      | 1972                                      | Khmer Serei                               |
| 14                                        |                                           |                                           | Long Boret (1933–1975)                    | 1972                                      | 26 tháng 12 năm 1973                      | PRS                                       |
| 15                                        |                                           |                                           | Keuky Lim (born 1937)                     | 26 tháng 12 năm 1973                      | 17 tháng 4 năm 1975                       | PRS                                       |
| Campuchia Dân chủ (1975–1979)             |                                           |                                           |                                           |                                           |                                           |                                           |
| 16                                        |                                           |                                           | Sarin Chhak (1922–1979)                   | 17 tháng 4 năm 1975                       | 4 tháng 4 năm 1976                        | FUNK                                      |
| 17                                        |                                           |                                           | Ieng Sary (1925–2013)                     | 4 tháng 4 năm 1976                        | 7 tháng 1 năm 1979                        | CPK                                       |
| Cộng hòa Nhân dân Campuchia (1979–1989)   |                                           |                                           |                                           |                                           |                                           |                                           |
| 18                                        |                                           |                                           | Hun Sen (born 1952)                       | 10 tháng 1 năm 1979                       | Tháng 12 năm 1986                         | KPRP                                      |
| 19                                        |                                           |                                           | Kong Korm (sinh 1941)                     | Tháng 12 năm 1986                         | Tháng 12 năm 1987                         | KPRP                                      |
| (18)                                      |                                           |                                           | Hun Sen (sinh 1952)                       | 1988                                      | 1989                                      | KPRP                                      |
| Quốc gia Campuchia (1989–1993)            |                                           |                                           |                                           |                                           |                                           |                                           |
| (18)                                      |                                           |                                           | Hun Sen (sinh 1952)                       | 1989                                      | 1990                                      | KPRP                                      |
| 20                                        |                                           |                                           | Hor Namhong (sinh 1935)                   | 1990                                      | 29 tháng 10 năm 1993                      | KPRP (đến 1991) CPP (từ 1991)             |
| Vương quốc Campuchia thứ hai (1993–nay)   |                                           |                                           |                                           |                                           |                                           |                                           |
| 21                                        |                                           |                                           | Prince Norodom Sirivudh (sinh 1951)       | 29 tháng 10 năm 1993                      | 24 tháng 10 năm 1994                      | FUNCINPEC                                 |
| 22                                        |                                           |                                           | Ung Huot (sinh 1945)                      | 24 tháng 10 năm 1994                      | 30 tháng 11 năm 1998                      | FUNCINPEC                                 |
| (20)                                      |                                           |                                           | Hor Namhong (sinh 1935)                   | 30 tháng 11 năm 1998                      | 4 tháng 4 năm 2016                        | CPP                                       |
| 23                                        |                                           | Tập tin:Prak Sokhonn-01997.jpg            | Prak Sokhonn (sinh 1954)                  | 5 tháng 4 năm 2016                        | 22 tháng 8 năm 2023                       | CPP                                       |
| 24                                        |                                           |                                           | Sok Chenda Sophea (sinh 1956)             | 22 tháng 8 năm 2023                       | Đương nhiệm                               | CPP                                       |